# Splinter (film 2008)
Splinter è un film del 2008 diretto da Toby Wilkins.
Il film è stato girato a Oklahoma City.

## Trama
Attaccati e intrappolati in una stazione di servizio isolata, una giovane coppia e un carcerato in fuga dovranno salvarsi dal loro mostruoso aggressore: un parassita che trasforma le sue vittime in esseri assetati di sangue.

## Censura
Nel settembre 2008 l'organismo di censura MPAA ha richiesto la rimozione di una locandina diffusa appena qualche giorno prima in cui, sotto lo slogan «It will get under your skin», era visibile una mano umana coperta da spine.